# Fayetteville (Karolina Północna)
Fayetteville – miasto we wschodniej części Stanów Zjednoczonych, w stanie Karolina Północna. Leży nad rzeką Cape Fear, około 150 km od Atlantyku. W mieście znajduje się wielka baza armii amerykańskiej, Fort Bragg i stowarzyszona baza lotnictwa Pope Air Force Base.
Według spisu w 2020 roku liczy 208,5 tys. mieszkańców, co czyni je 6. co do wielkości miastem stanu. Obszar metropolitalny Fayetteville obejmuje 524,6 tys. mieszkańców. 
W mieście rozwinął się przemysł włókienniczy, drzewny oraz spożywczy.
W Fayetteville od 1969 r. działa uniwersytet, natomiast od 1961 r. politechnika. Obecnie w mieście działają trzy szkoły wyższe, w tym: Fayetteville State University, prywatny Methodist University i Fayetteville Technical Community College.

## Demografia
Według danych pięcioletnich z 2020 roku, obszar metropolitalny Fayetteville obejmował 524,6 tys. mieszkańców, w tym 47,6% stanowi ludność biała (44,6% nie licząc Latynosów), 32,3% to czarni Amerykanie lub Afroamerykanie, 10,5% ma rasę mieszaną, 1,9% to rdzenna ludność Ameryki, 1,8% to Azjaci i 0,5% to Hawajczycy i mieszkańcy innych wysp Pacyfiku. Latynosi stanowią 13,2% populacji aglomeracji.
Poza osobami pochodzenia afroamerykańskiego, największe grupy stanowią osoby pochodzenia angielskiego (8,4%), irlandzkiego (7,4%), niemieckiego (7,3%), „amerykańskiego” (7,2%), meksykańskiego (5,2%) i portorykańskiego (4,6%).

## Religia

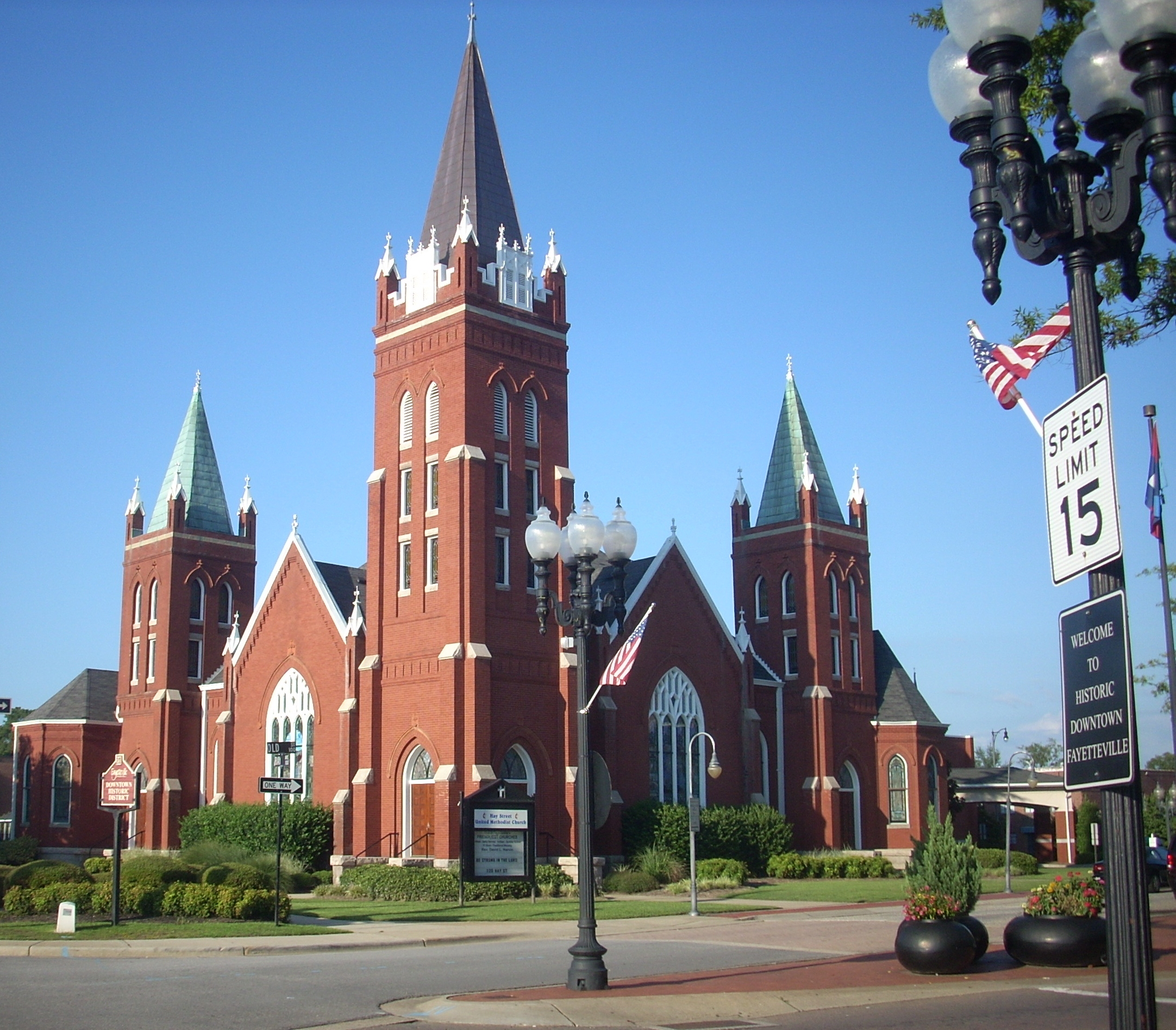
Zabytkowy kościół zjednoczonych metodystów przy Hay Street

Według danych z 2010 roku do największych grup religijnych aglomeracji Fayetteville należały:
- lokalne bezdenominacyjne zbory ewangelikalne – 38,4 tys. członków w 119 zborach,
- Południowa Konwencja Baptystów – 38,1 tys. członków w 96 zborach,
- Kościoły metodystyczne (gł. UMC i AMEZ) – ok. 23 tys. członków w 64 kościołach,
- Kościoły zielonoświątkowe (gł. IPHC i Kościół Boży) – ponad 20 tys. członków w 91 zborach,
- inne kościoły baptystyczne (gł. ABC i NBC) – ponad 11 tys. członków w 14 zborach,
- Kościół katolicki – 9,7 tys. członków w 8 kościołach,
- Kościół Prezbiteriański USA – 7,2 tys. członków w 32 kościołach,
- Kościół Jezusa Chrystusa Świętych w Dniach Ostatnich (mormoni) – 5,3 tys. wyznawców w 8 świątyniach.

## Miasta partnerskie
- Francja: Saint-Avold